# Romualda Jabłońska-Ceglarek
Romualda Bogusława Jabłońska-Ceglarek (ur. 6 stycznia 1939 w Józefowie, zm. 12 października 2021) – polska specjalistka w zakresie warzywnictwa, prof. zw. dr hab.

## Życiorys
Córka Szczepana. Studiowała w Wyższej Szkole Rolniczej w Szczecinie, w 1970 obroniła pracę doktorską, w 1979 otrzymała stopień doktora habilitowanego. W 1986 nadano jej tytuł profesora w zakresie nauk rolniczych, a w 1991 uzyskała tytuł profesora zwyczajnego. Została zatrudniona na stanowisku profesora zwyczajnego i kierownika w Katedrze Warzywnictwa na Wydziale Przyrodniczym Uniwersytetu Przyrodniczego i Humanistycznego w Siedlcach. Była dziekanem Wydziału Rolniczego Akademii Podlaskiej oraz członkiem Komitetu Nauk Ogrodniczych na V Wydziale - Nauk Rolniczych, Leśnych i Weterynaryjnych  Polskiej Akademii Nauk.
W wyborach parlamentarnych w 1993 otwierała siedlecką listę okręgową Bezpartyjnego Bloku Wspierania Reform.
Zmarła 12 października 2021.

## Odznaczenia i wyróżnienia
- Medal Komisji Edukacji Narodowej[1]
- Nagroda Ministra Nauki i Szkolnictwa Wyższego (wielokrotnie)[1]
- Nagroda JM Rektora  (wielokrotnie)[1]
- Krzyż Kawalerski Orderu Odrodzenia Polski[1] (1997)[4]
- Medal Zasłużony dla Rolnictwa[1]
- Srebrny Krzyż Zasługi[1]